# Gaularfjellet
Gaularfjellet er et bjergområde på grænsen mellem kommunerne Gaular, Balestrand og Førde i Vestland fylke i Norge. Den højeste top er Sunnfjordbjørnen (1.615 moh.) (61°25′N 6°32′Ø / 61.417°N 6.533°Ø). Den højeste i nærheden af vejen er Gottopphesten der er  (1.492 moh.) (61°23′N 6°31′Ø / 61.383°N 6.517°Ø)
Fylkesvei 13 går over Gaularfjellet. Vejen, som blev åbnet for trafik i 1938, er et kendt turistmål og er en af de nationale turistveje i Norge (no). Den hurtige overgang fra fjord til fjeld, og svingene opi  Bårddalen fra Vetlefjorden lokker mange til. Højeste punkt på fjeldovergangen er 748 moh.